# Lyle Workman
Lyle Dean Workman Jr. (* 21. Oktober 1957 in San José, Kalifornien) ist ein US-amerikanischer Filmkomponist und Musiker.

## Leben
Mit zehn Jahren begann Lyle Workman Gitarre zu spielen. Seit 1986 arbeitet er erfolgreich als Studiomusiker und hat bis heute für über 100 Musikproduktionen die Gitarre eingespielt. 1997 veröffentlichte er sein erstes Soloalbum Purple Passages. Seit 2001 komponiert er auch Filmmusik, unter anderem für die drei Judd-Apatow-Produktionen Jungfrau (40), männlich, sucht..., Superbad und Nie wieder Sex mit der Ex. 2006 kam sein zweites Album Tabula Rasa auf den Markt. Im selben Jahr spielte er auf der Broken Music Tour in der Band von Sting.

## Filmmusik
- 2001: Made
- 2004: Woman at the Beach
- 2005: Jungfrau (40), männlich, sucht… (The 40 Year Old Virgin)
- 2007: Superbad
- 2008: Nie wieder Sex mit der Ex (Forgetting Sarah Marshall)
- 2008: Der Ja-Sager (Yes Man)
- 2009: The Goods – Schnelle Autos, schnelle Deals (The Goods: Live Hard, Sell Hard)
- 2010: Männertrip (Get Him to the Greek)
- 2011: Win Win
- 2012: American Pie: Das Klassentreffen (American Reunion)
- 2012: Stand Up Guys
- 2013: Der unglaubliche Burt Wonderstone (The Incredible Burt Wonderstone)
- 2013: 21 & Over
- 2016: Bad Santa 2
- 2017–2021: The Bold Type – Der Weg nach oben (The Bold Type, Fernsehserie, 34 Folgen)
- 2018: Overboard
- 2019: Good Boys
- 2023: Paint

## Diskografie
- 1995: Purple Passages
- 2006: Tabula Rasa
- 2009: Harmonic Crusader
- 2021: Uncommon Measures